# Ахац фон Хоенфелд
Ахац фон Хоенфелд (на немски: Achaz von Hohenfeld; * 1 февруари 1551; † 10 октомври 1603) е благородник от род Хоенфелд.

## Живот
Той е син на Волфганг фон Хоенфелд (1505 – 1568) и съпругата му Розина Паумгартнер († 1585). дъщеря на Йохан Георг Паумгартнер, господар в Еринг и Фрауенщайн († 1559), и Барбара фон Рорбах. Внук е на Маркус фон Хоенфелд (1462 – 1526) и Катарина фон Рордорф (* 1477).
През 1464 г. Ханс/Йохан фон Хоенфелд († 1498) купува господството Айстерсхайм, което остава над 350 години при рода. Ахац фон Хоенфелд построява до 1600 г. новия воден дворец Айстерсхайм в Горна Австрия.
Внукът му Фердинанд фон Хоенфелд (1612 – 1675) става граф.

## Фамилия
Ахац фон Хоенфелд се жени за Катарина фон Кирхберг (* 14 юни 1557; † 25 ноември 1608), дъщеря на Лудвиг фон Кирхберг († 1563) и Барбара фон Маминг. Те имат един син:
- Маркус фон Хоенфелд (* 1577; † 15 юли 1618), женен за Поликсена Фолкра († 13 юли 1618), дъщеря на Фердинанд Фолкра (1555 – 1604) и Максимилиана Ваген фон Вагеншперг († 1596)